# Peter Evans (natation)
Pour les articles homonymes, voir Peter Evans et Evans.
Peter Maxwell Evans, né le 1er août 1961 à Perth (Australie), est un nageur australien, spécialiste des courses de brasse.

## Carrière
Peter Evans fait partie du relais australien champion olympique du 4×100 mètres 4 nages aux Jeux olympiques de 1980 à Moscou. Lors de ces Jeux, il est aussi médaillé de bronze du 100 mètres brasse, et est éliminé en séries de qualification du 200 mètres brasse.
Aux Jeux olympiques de 1984 à Los Angeles, il remporte deux médailles de bronze, en relais 4×100 mètres 4 nages et en 100 mètres brasse, et échoue une nouvelle fois en séries de qualification du 200 mètres brasse. 